# Oliva de la Frontera
Oliva de la Frontera település Spanyolországban, Badajoz tartományban. Oliva de la Frontera Valencia del Mombuey, Villanueva del Fresno, Zahínos, Jerez de los Caballeros, Encinasola és Barrancos községekkel határos. Lakosainak száma 4936 fő (2024).

## Népesség
A település népessége az utóbbi években az alábbiak szerint változott:
| Lakosok száma | 5933 | 5751 | 5657 | 5612 | 5539 | 5461 | 5340 | 5137 | 5083 | 4936 |
|               | 2001 | 2004 | 2006 | 2009 | 2011 | 2014 | 2016 | 2019 | 2021 | 2024 |